# Hyposmocoma complanella
Hyposmocoma complanella là một loài bướm đêm thuộc họ Cosmopterigidae. Nó là loài đặc hữu của Molokai.